# Cincinato

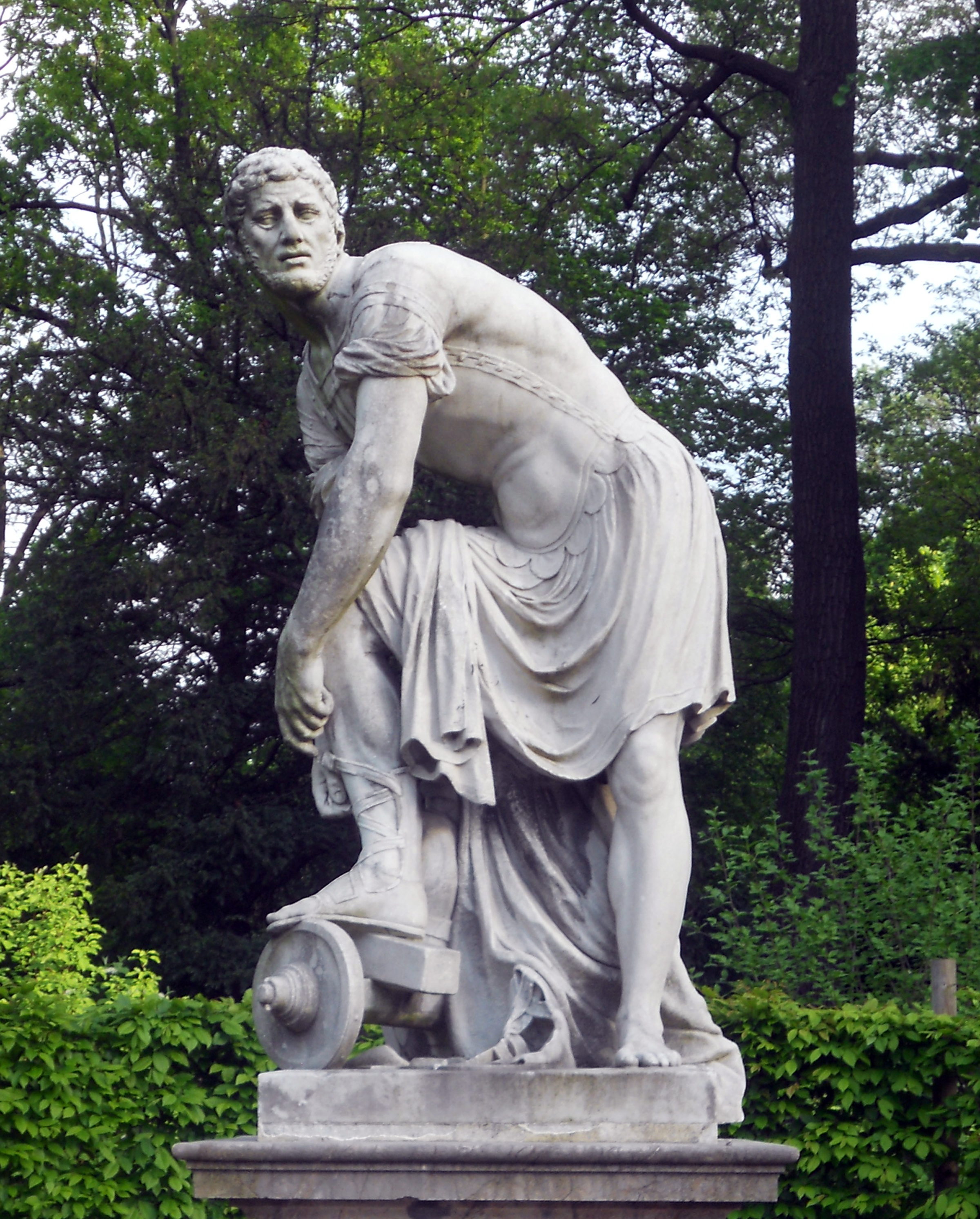
Estatua de Cincinato situada en los jardines de Schönbrunn

Lucio Quincio Cincinato (en lat., Lucius Quinctius Cincinnatus) (519 a. C.-430 a. C.) fue un patricio, cónsul, general y posteriormente dictador romano durante un breve periodo por orden del senado. Catón el Viejo y otros republicanos romanos hicieron de él un arquetipo de rectitud, honradez, integridad y otras virtudes romanas, como frugalidad rústica y falta de ambición personal, virtudes que supo combinar con una capacidad estratégica militar y legislativa notables. 
Era un patricio, contrario al tribunado de la plebe y a toda ley escrita. Se había retirado disgustado a su finca negándose a intervenir en la política, debido a que su hijo Caeso había sido exiliado por usar un lenguaje violento contra los tribunos. Su nombre significa "cabello ensortijado"

## Primera dictadura

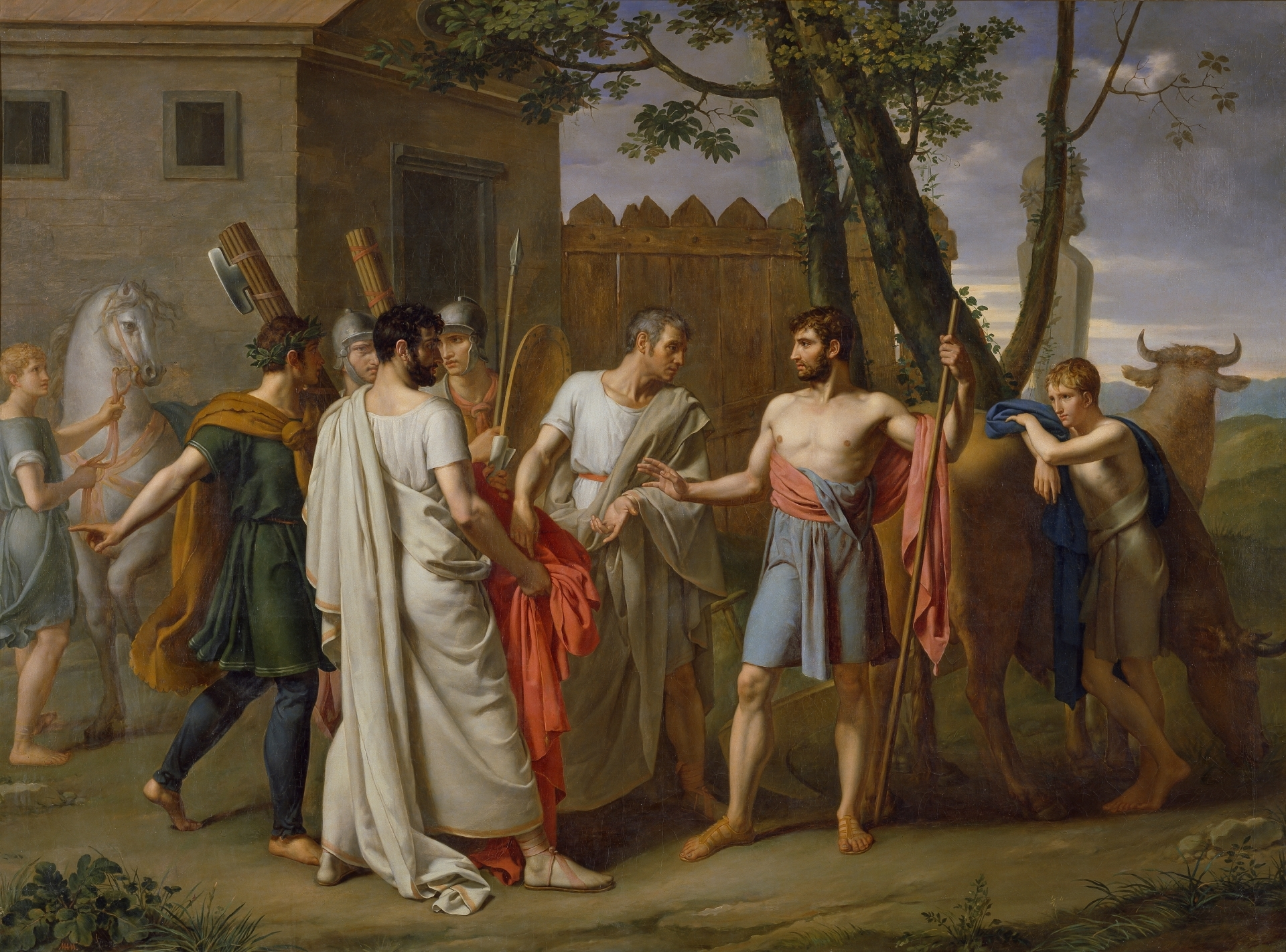
Cincinato abandona el arado para dictar leyes a Roma, cuadro de 1806 de Juan Antonio Ribera.

Fue llamado por el Senado, en 460 a. C., en calidad de cónsul suffectus, a la muerte del cónsul en ejercicio, Publio Valerio Publícola, para mediar en un contencioso entre los tribunos y los plebeyos a propósito de la Ley Terentilia Arsa, tras lo cual regresó a su ocupación agrícola. 
Dos años después, en 458 a. C., de nuevo fue llamado por el Senado, para salvar al ejército romano y a Roma de la invasión por los ecuos y volscos, para lo cual le otorgó poderes absolutos y lo nombró dictador. Se cuenta que Cincinato estaba con las manos en el arado cuando se le hizo llegar el requerimiento. Tras conseguir la victoria sobre los invasores en dieciséis días rechazó todos los honores. Los romanos se habían enzarzado en una peligrosa guerra contra un pueblo vecino, los ecuos. Sobrevinieron malas noticias: uno de los cónsules romanos era de una incompetencia militar increíble. Desesperados, los romanos sólo vieron una solución: concentrar todos los poderes en manos de un solo hombre. Y eligieron a Cincinato, un patricio que había adquirido fama como cónsul por su valor y su talento político. Cuando los enviados del senado llegaron a la pequeña granja que Cincinato poseía al otro lado del Tíber para comunicarle el resultado de la votación, el antiguo cónsul estaba arando su campo.
A la mañana siguiente se presentó en el Foro con toga de dictador con orla de púrpura y llamó a todos los romanos, a todos los ciudadanos a las armas. Los encuadró en legiones y se puso al frente de las tropas. A medianoche, el ejército romano llegó al campo de los ecuos y, amparado por la oscuridad, rodeó al enemigo y erigió una empalizada a lo largo de sus líneas. Terminado casi el trabajo, Cincinato ordenó a los suyos que profirieran gritos de guerra. Los compatriotas romanos que estaban cercados por el enemigo se animaron y se lanzaron al ataque; y con sus fortificaciones ya terminadas, el dictador los secundó. Los ecuos, cogidos entre dos fuegos, pidieron la paz. Cincinato les permitió marchar libres a condición de rendir las armas y entregar los jefes a los romanos. Cumplida su misión, el dictador se despojó de la toga orlada de púrpura, transcurridos apenas seis días, y aunque aún podía prolongar el poder durante seis meses, se reintegró a su arado. En adelante, Cincinato constituyó un símbolo del espíritu cívico de los romanos.
En 450 a. C. Cincinato fue candidato no seleccionado para el cargo de decenviro. En las controversias acerca de la ley para la apertura del consulado a los plebeyos, formó parte como defensor de medidas de apaciguamiento.

## Segunda dictadura
En 439 a. C. deja de nuevo su retiro por la llamada del cónsul Tito Quincio Capitolino Barbato. A la edad de ochenta años fue nombrado por segunda vez dictador para oponerse a las supuestas maquinaciones de Espurio Melio, quien intentó en 439 un golpe de Estado (o al menos, se le acusó de ello). Hombre riquísimo, al ser Roma afligida por el hambre pensó que podría apoderarse del mando gracias a su fortuna. La situación era tan desesperada que, según Tito Livio, había quienes se arrojaban al Tíber para acortar sus sufrimientos. Fue entonces cuando Melio compró mucho trigo a los etruscos y lo repartió entre el pueblo hambriento.
Distribuyó trigo a la plebe, que lo seguía por doquier seducida por los regalos, consiguiendo que lo mirara y exaltara más allá de todo decoro para un particular; prometiéndole formalmente el consulado por sus favores y promesas.
Desde luego, Melio tenía intenciones ambiciosas e inconfesables y las autoridades pronto obtuvieron pruebas de su culpabilidad. Se supo que Melio almacenaba armas en su casa, que mantenía reuniones secretas, que forjaba planes para destruir la República y sobornaba a los tribunos del pueblo. La libertad de Roma estaba en peligro y amenazada, y se juzgó que solo un dictador podía salvarla. Se eligió otra vez a Cincinato. Tenía entonces ochenta años, pero su vigor físico e intelectual estaban aún intactos. Envió a Cayo Servilio Ahala (jefe de la caballería, magister equitum) para comunicar a Melio que el dictador lo llamaba. Melio comprendió que aquella citación era sospechosa y huyó pidiendo protección al pueblo. Pero Servilio lo detuvo y le dio muerte. Después, relató los hechos a Cincinato y éste le dijo: "Cayo Servilio, ¡Gracias por tu valor! ¡El Estado se ha salvado!".

## Cultura popular
Su ejemplo inspiró el nombre de la ciudad estadounidense de Cincinnati, en el estado de Ohio, nombre puesto en honor a la sociedad de los "cincinatos", la cual honraba a George Washington, quien era considerado por esta sociedad como un «Cincinato» de los días de la revolución estadounidense.
La leyenda del servicio desinteresado de Cincinato por su país fue de inspiración y admiración hacia la figura de George Washington. La renuncia de Washington al control del Ejército Continental, la negativa a considerar el establecimiento de una monarquía o asumir poderes monárquicos, y el retiro voluntario después de dos mandatos como presidente para regresar a su granja en Mount Vernon han hecho que las alusiones a Cincinato sean comunes en la historia y la literatura estadounidense.